# 渡辺航 (漫画家)
渡辺 航（わたなべ わたる、1971年3月9日 - ）は長崎県出身の漫画家。
2001年に最初の連載を持った際のペンネームはナツメハルオ。2002年からは現在の渡辺航の名義を使用している。本格的なデビュー以前には五原朋明や夏目春夫というペンネームも使用していた。

## 来歴
長崎県立西陵高等学校、長崎大学教育学部卒業。
1986年、15歳のときに集英社の第22回ホップ☆ステップ賞で応募作が佳作に選ばれる。その後、同社主催の赤塚賞でも1989年から1992年にかけて佳作や準入選に選ばれるが、同社の漫画誌では連載のチャンスに恵まれず、『週刊少年ジャンプ』の増刊号に数本の読切を発表するのみに留まる。
2001年、講談社の月刊誌『マガジンSPECIAL』において『サプリメン』で連載デビュー（ナツメハルオ名義）。しかし2002年5月号掲載分を最後に全14回で連載打ち切りとなり、単行本化もされなかった。この頃漫画家になる夢を諦め長崎放送に美術部スタッフとして入社したものの、夢を諦められず入社1年足らずで退社。漫画家になるために上京する。
2002年、ペンネームを渡辺航に改め、秋田書店の月刊誌『チャンピオンRED』11月号より『制服ぬいだら♪』の連載を開始する。2005年、同誌での『電車男』の漫画化企画の作画担当に選ばれたため『制服～』は2005年2月号をもって連載終了となり、そのまま打ち切りとなる。単行本は第25話までを収録した第5巻が最後となり、第26話から最終の第28話までは秋田書店版の単行本では未収録となってしまった。翌月号から連載開始した『電車男 でも、俺旅立つよ。』では、終盤のクライマックスにあたる回が編集部のミスにより話の順番が間違って掲載されてしまう。
2006年、新潮社『週刊コミックバンチ』にて『ゴーゴー♪こちら私立華咲探偵事務所。』を連載開始。全39話で完結。
2007年、講談社『月刊少年シリウス』7月号の付録小冊子に読み切り「まじもじるるも」が掲載される。同作品は10月号に再掲載され、11月号から連載となった。翌2008年には秋田書店『週刊少年チャンピオン』にて、初の週刊少年誌への連載作品となる『弱虫ペダル』を連載開始。『まじもじるるも』は2019年まで連載され、『弱虫ペダル』は2024年現在も連載が続いている。どちらも連載期間が10年を超えると共にアニメ化されるなど、渡辺の代表作となっている。
2008年から2009年にかけて、渡辺航名義の最初の連載作品である『制服～』の新装版（全6巻）が講談社より描き下ろしも加えられて刊行された。また、2012年には『ゴーゴー♪こちら私立華咲探偵事務所。』の新装版が『はなたん 〜華咲探偵事務所〜』のタイトルで刊行された（全3巻）。『はなたん』の新装版刊行にあたり、渡辺は月刊誌での『まじもじるるも』の連載、週刊誌での『弱虫ペダル』の連載の合間を縫って、新エピソード3話分（計44ページ）を執筆。新エピソードは『月刊コミック@バンチ』に掲載され、新装版にも収録。2023年には新装版が『はなたん -ココは華咲探偵事務所♪-』として『少年チャンピオン・コミックス』(秋田書店)の電子書籍版として再発された(追加分を除く全39話を1話ずつ分冊した分冊版も同時に発売)。
2013年には『電車男 でも、俺旅立つよ。』の新装版も刊行された。
『弱虫ペダル』の上級生たちに焦点を当てた『弱虫ペダル SPARE BIKE』は、『週刊少年チャンピオン』および月刊誌『別冊少年チャンピオン』への不定期掲載を経て、『別冊少年チャンピオン』2014年9月号より連載されている。
2015年、『弱虫ペダル』で第39回講談社漫画賞・少年部門を受賞。同年、自転車活用推進研究会が指名する「自転車名人」の第6代目に就任。

## 作品リスト

### 連載
- サプリメン（『マガジンSPECIAL』2001年4月号 - 2002年5月号）※ナツメハルオ名義
- 制服ぬいだら♪（『チャンピオンRED』2002年11月号 - 2005年2月号、秋田書店 全5巻 / 講談社 全6巻）
- 電車男 でも、俺旅立つよ。（『チャンピオンRED』2005年3月号 - 2006年4月号、全3巻 / 新装版 全2巻）
- ゴーゴー♪こちら私立華咲探偵事務所。（『週刊コミックバンチ』2006年22・23合併号 - 2007年16号、全4巻 / 新装版『はなたん 〜華咲探偵事務所〜』 全3巻）
- まじもじるるも（『月刊少年シリウス』2007年11月号 - 2011年2月号、全7巻）
  - まじもじるるも 魔界編（『月刊少年シリウス』2011年4月号 - 2013年3月号、全4巻）
  - まじもじるるも 放課後の魔法中学生（『月刊少年シリウス』2013年8月号 - 2019年8月号、全9巻）
- 弱虫ペダル（『週刊少年チャンピオン』2008年12号 - 連載中、既刊96巻）第39回講談社漫画賞・少年部門 受賞作[5]
  - 弱虫ペダル SPARE BIKE（『週刊少年チャンピオン』2012年38号 - 2013年6号、『別冊少年チャンピオン』2014年9月号 - 連載中、既刊14巻）

### 連作読切
- アフロスピード（『別冊ヤングマガジン』2004年4号〈6月発売〉、講談社版『制服ぬいだら♪』6巻に収録）
- アフロスピード セカンドアクセル（『別冊ヤングマガジン』2004年7号〈12月発売〉、講談社版『制服ぬいだら♪』6巻に収録）

### 短編
- 『めざせ漫画家! 手塚・赤塚賞受賞作品集』（ジャンプ・コミックス デラックス、集英社）収録作
  - 24日は送別式（第5巻、1990年3月） 第31回（1989年下期）赤塚賞佳作
  - 遅刻教師（第9巻、1992年1月）※五原朋明名義、第35回（1991年下期）赤塚賞佳作
  - 地球が征服されるとき（第10巻、1992年7月）※夏目春夫名義、第36回（1992年上期）赤塚賞準入選作
- ウルトラガール（1993年、『週刊少年ジャンプ増刊Spring Special』）※夏目春夫名義
- MY SWEET HOME（マイ スウィート ホーム）（1996年、『週刊少年ジャンプ増刊Summer Special』[7]） ※ナツメハルオ名義

### アンソロジー
- ハルヒコミックアンソロジー 涼宮ハルヒの祝祭（2009年7月25日、角川書店） - 「鶴屋さんの消失」収録
- 魔入りました!入間くん公式アンソロジー 放課後の!入間くん 1（2021年6月8日、秋田書店） - イラスト 収録[8]

### その他
- デュエル・マスターズ「虹速 ザ・ヴェルデ」（カードイラスト[9]）

## 出演

### テレビ
- J SPORTS cycle road race（2013年 - ） - ツール・ド・フランスの中継時にゲスト出演している。
- 浦沢直樹の漫勉neo（2022年3月2日[10]）
- ノージーのひらめき工房（2023年11月11日[11]）

### ラジオ
- 漫画家・渡辺航が語る 〜ラジオ・ツール・ド・弱虫ペダル〜（2015年12月31日、文化放送） - パーソナリティー